# خلج كرد
خلج‌ كرد هي قرية في مقاطعة شوط‌، إيران. يقدر عدد سكانها بـ 770 نسمة بحسب إحصاء 2016.